# حرف مر
الحُرْف المر أو الحسار أو الحَسَارة نوع نباتي يتبع جنس الحُرْف من الفصيلة الصليبية.